# Хроматическая гамма
Хромати́ческая га́мма — восходящее или нисходящее мелодическое движение по полутонам, построенное, как правило, на основе мажорной или минорной гаммы. Трактуется как ладовая гамма, в которой все большие секунды заполнены проходящими полутонами.
В мажорно-минорной гамме, где хроматика подчинена диатонике, хроматические ступени звукоряда рассматриваются как понижения или повышения одноимённых 
диатонических ступеней и соответственным образом нотируются. В автономной хроматике XX века (см. Додекафония) все ступени хроматической гаммы независимо от того, как они нотированы, — самостоятельные и равнозначные элементы звуковысотной системы.
| Audio playback is not supported in your browser. You can download the audio file. |

## Правила написания тональных гамм
- В мажорной хроматической гамме при движении вверх повышаются все ступени, кроме третьей и шестой (вместо шестой понижается седьмая ступень).

| Audio playback is not supported in your browser. You can download the audio file. |

- В мажорной хроматической гамме при движении вниз понижаются все ступени, кроме первой и пятой (вместо неё повышается четвёртая).

| \new Staff \with {\remove "Time_signature_engraver"} {\time 13/4 c'' b' bes' a' aes' g' fis' f'! e' ees' d' des' c' } |

- В минорной хроматической гамме при движении вверх повышаются все ступени, кроме первой (вместо неё понижается вторая) и пятой.

| \new Staff \with {\remove "Time_signature_engraver"} {\time 13/4 a' bes' b'! c'' cis'' d'' dis'' e'' f'' fis'' g'' gis'' a'' } |

- В минорной хроматической гамме при движении вниз всё идёт так, как в одноимённом мажоре.[1][2][3]

| \new Staff \with {\remove "Time_signature_engraver"} {\time 13/4 a'' gis'' g''! fis'' f''! e'' dis'' d''! cis'' c''! b' bes' a' } |

Если в тональности, для которой записывается хроматическая гамма, есть ключевые знаки, то можно выставить эти знаки у ключа, а случайные знаки — около нот. Также допускается запись без ключевых знаков.